# Willie Donachie
William Donachie (Glasgow, 5 ottobre 1951) è un allenatore di calcio ed ex calciatore scozzese, di ruolo difensore.

## Palmarès

### Giocatore

#### Competizioni nazionali
- Coppa di Lega inglese: 2

Manchester City: 1969-1970, 1975-1976
- FA Charity Shield: 1

Manchester City: 1972

#### Competizioni internazionali
- Coppa delle Coppe: 1

Manchester City: 1969-1970